# 9706 Bouma
9706 Bouma è un asteroide della fascia principale. Scoperto nel 1977, presenta un'orbita caratterizzata da un semiasse maggiore pari a 3,0066583 UA e da un'eccentricità di 0,1039925, inclinata di 0,42568° rispetto all'eclittica.
L'asteroide è dedicato all'astrofilo olandese Reinder J. Bouma.